# Jones Terrace
Die Jones Terrace ist eine markante und unvereiste Terrasse im ostantarktischen Viktorialand. Sie befindet sich südlich des Mount Peleus am südlichen Ende des östlichen Teils der Olympus Range. Sie erhebt sich 800 m über den Talgrund des Wright Valley und erreicht eine Maximalhöhe von über 1000 m.
Das Advisory Committee on Antarctic Names benannte sie 1997 nach der Geologin Lois Marilyn Jones (1934–2000) von der University of Georgia, die zwischen 1969 und 1970 für das United States Antarctic Program in den Antarktischen Trockentälern tätig war und am 19. November 1969 als einer der ersten Frauen auf dem geographischen Südpol stand.